# Tony Bennett
Tony Bennett (født Anthony Dominick Benedetto 3. august 1926, død 21. juli 2023) var en amerikansk sanger og maler.
Bennett stoppede musikkarrieren som 95-årig i august 2021 efter råd fra sin læge.